# Медіна (Північна Дакота)
Медіна (англ. Medina) — місто (англ. city) в США, в окрузі Статсмен штату Північна Дакота. Населення — 264 особи (2020).

## Географія
Медіна розташована за координатами 46°53′43″ пн. ш. 99°18′0″ зх. д. / 46.89528° пн. ш. 99.30000° зх. д. (46.895225, -99.299873).  За даними Бюро перепису населення США в 2010 році місто мало площу 2,65 км², уся площа — суходіл. В 2017 році площа становила 3,14 км², уся площа — суходіл.

## Демографія
Згідно з переписом 2010 року, у місті мешкало 308 осіб у 144 домогосподарствах у складі 82 родин. Густота населення становила 116 осіб/км².  Було 182 помешкання (69/км²).
Расовий склад населення:
| - 96,4 % — білих - 0,3 % — азіатів |

До двох чи більше рас належало 3,2 %. Частка іспаномовних становила 0,6 % від усіх жителів.
За віковим діапазоном населення розподілялося таким чином: 25,6 % — особи молодші 18 років, 51,7 % — особи у віці 18—64 років, 22,7 % — особи у віці 65 років та старші. Медіана віку мешканця становила 43,3 року. На 100 осіб жіночої статі у місті припадало 80,1 чоловіків;  на 100 жінок у віці від 18 років та старших — 81,7 чоловіків також старших 18 років.
Середній дохід на одне домашнє господарство  становив 46 477 доларів США (медіана — 37 917), а середній дохід на одну сім'ю — 64 096 доларів (медіана — 55 972). За межею бідності перебувало 12,8 % осіб, у тому числі 10,8 % дітей у віці до 18 років та 21,0 % осіб у віці 65 років та старших.
Цивільне працевлаштоване населення становило 125 осіб. Основні галузі зайнятості: освіта, охорона здоров'я та соціальна допомога — 33,6 %, сільське господарство, лісництво, риболовля — 18,4 %, виробництво — 12,0 %, будівництво — 11,2 %.